# کمپانی هند شرقی بریتانیا
کمپانی هند شرقی بریتانیا (انگلیسی: The British East India Company) یا کمپانی جان (انگلیسی: John Company)، در ابتدا یک شرکت انگلیسی و سپس یک شرکت سهامی بریتانیایی بود که ملکه الیزابت اول در ۳۱ دسامبر ۱۶۰۰ امتیازنامه‌ای سلطنتی را به هدف کسب امتیازهای تجاری در هندوستان به آن اعطا کرد. امتیازنامهٔ شاهی به شکلی مؤثر کمپانی معظم هند شرقی نوظهور را به سوی انحصار ۲۱سالهٔ همهٔ امور تجاری در هند شرقی (یعنی بخشی که امروزه به آن ناحیهٔ دریایی جنوب شرق آسیا گفته می‌شود) رهنمون شد. کمپانی از یک بنگاه تجاری جاه‌طلب به چیزی تبدیل شد که در عمل زمام امور هندوستان را تا هنگام زوال در سال ۱۸۵۸ در دست داشت.
هر چند در اساس‌نامهٔ این شرکت آمده «مجموعه‌ای از شرکای تجاری لندن که در هند شرقی بازرگانی می‌کنند» اما این شرکت به جایی رسید که نیمی از کنترل تجارت دنیا را در اختیار گرفت به‌ویژه تجارت پنبه، ابریشم، نیل، نمک، ادویه، نیتر، چای، و تریاک. این شرکت سرآغازی بر امپراتوری بریتانیا در هند شد.
پیش از بریتانیایی‌ها، پرتغالی‌ها با تشکیل هند پرتغال در بیشتر سال‌های سدهٔ ۱۶ تجارت در این نواحی را در دست داشتند. بعدها چندین شرکت هلندی نیز در آنجا مشغول به بازرگانی شدند و در سال ۱۶۰۲ میلادی این شرکت‌ها با هم ادغام شده و کمپانی هند شرقی هلند (VOC) را تشکیل دادند. این شرکت نخستین اوراق سهام ثابت را از سال ۱۶۱۲ عرضه کرد. این در حالی بود که سهام شرکت هند شرقی بریتانیا را بازرگانان ثروتمند و آریستوکرات‌ها در اختیار داشتند. در ابتدا دولت انگلستان هیچ سهامی نداشت و تنها به نظارت غیرمستقیم می‌پرداخت تا اینکه در سال ۱۶۵۷ شرکت سهامی عام شد.
شرکت هند شرقی بریتانیا در طول سدهٔ نخست فعالیت خود، روی تجارت متمرکز بود و قصد ایجاد امپراتوری در هند نداشت. این نیت با زوال گورکانیان در طول سدهٔ ۱۸ تغییر یافت و شرکت هند شرقی بریتانیا علاقه‌مند به گسترش سرزمین شد و بدین منظور مجبور شد با هم‌قطاران فرانسوی خود مبارزه کند. این جنگ‌ها با کمپانی هند شرقی فرانسه تحت عنوان جنگ‌های کارناتیک و در دهه‌های ۱۷۴۰ و ۱۷۵۰ صورت گرفت. پیروزی بریتانیایی‌ها در نبردهای پلاسی و بکسر باعث شد تا شرکت هند شرقی بریتانیا کنترل بنگال و بخش اعظم قدرت سیاسی و نظامی هند را در دست بگیرد. در دهه‌های بعد این شرکت به‌تدریج سرزمین‌هایی را که در اختیار داشت افزایش داد و توانست اکثر مناطق شبه‌قارهٔ هند را به صورت مستقیم یا غیرمستقیم توسط حاکمان دست‌نشاندهٔ محلی در اختیار بگیرد. در این راه ارتش‌های فرمانداری‌ها که مملو از سیپوی‌ها (هندی‌های بومی) بودند به بسط قدرت ایشان کمک شایانی کرد.
کمپانی هند شرقی بریتانیا در اوج اقتدار خود در سال ۱۸۰۳ میلادی ارتش حرفه‌ای به استعداد ۲۶۰٬۰۰۰ نفر داشت که دو برابر نیروی زمینی بریتانیا بود. درآمد این شرکت ۱۳٬۴۶۴٬۵۶۱ پوند و هزینه‌های آن ۱۴٬۰۱۷٬۴۷۳ پوند بود. این شرکت در نهایت توانست با استفاده از ارتش حرفه‌ای خود بخش اعظم هند را در اختیار گرفته و به ادارهٔ شبه‌قاره بپردازد. نقش کمپانی هند شرقی در هندوستان از سال ۱۷۵۷ آغاز و در ۱۸۵۸ خاتمه یافت. شورش‌های ۱۸۵۷ در هند باعث شد تا قانون حکومت هند در ۱۸۵۸ تصویب شود و تاج‌وتخت بریتانیا کنترل تمام شبه‌قارهٔ هند را به شکل راج بریتانیا در اختیار خود بگیرد.
با وجود دخالت‌های گاه‌وبی‌گاهِ دولت در امور کمپانی هند شرقی، این شرکت دچار مشکلات عدیده‌ای در امور مالی شد. کمپانی هند شرقی در سال ۱۸۷۴ به‌واسطهٔ قانون آزادسازی سهام تقسیم‌شدهٔ کمپانی هند شرقی منحل شده بود و بدین شکل این شرکت بی‌قدرت و از کار افتاده شد. دستگاه اداری حکومت هند بریتانیا توانست فعالیت‌های حکومتی این شرکت را در اختیار بگیرد و نیروهای آن را جذب کند.

## تاریخ

### پیدایش

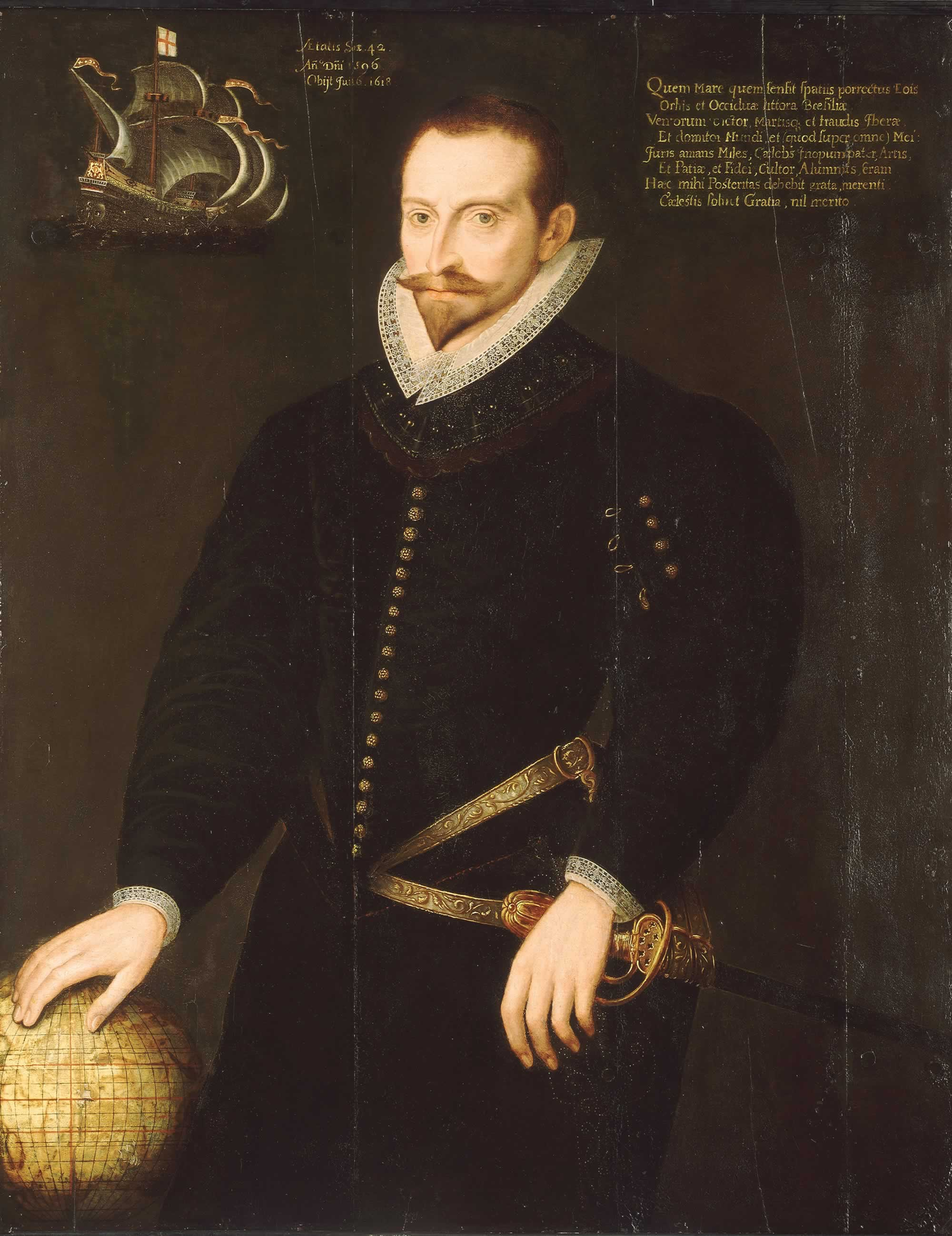
جیمز لنکستر نخستین سفر دریایی کمپانی هند شرقی را در سال ۱۶۰۱ فرماندهی کرد.

ماجراجویان انگلیسی پس از شکست ناوگان اسپانیایی آرمادا در سال ۱۵۸۸ به‌شمار زیادی کشتی‌های اسپانیایی و پرتغالی دست یافتند. این کشتی‌ها و بارهای پرارزش آن‌ها، دریانوردان انگلیسی را قادر می‌ساخت به دور دنیا رفته و به ثروت بیشتر دست یابند. بازرگانان لندنی عریضه‌ای به ملکه الیزابت یکم نوشتند و از او خواستند به ایشان اجازهٔ سفر دریایی به اقیانوس هند بدهد. هدف ایشان این بود که شکستی سنگین به انحصار اسپانیایی‌ها و پرتغالی‌ها بر تجارت با شرق دور وارد کنند. الیزابت این اجازه را صادر کرد و در روز ۱۰ آوریل ۱۵۹۱ جیمز لنکستر با کشتی ادوارد بوناونچر و دو کشتی دیگر از بندر توربای انگلستان به سمت دماغهٔ امید نیک و سپس دریای عرب حرکت کردند. این جزو نخستین سفرهای ماورای بحار انگلیسی‌ها به‌شمار می‌رود. آن‌ها بعداً از اطراف دماغهٔ کانیاکوماری در جنوب هند به سمت شبه‌جزیرهٔ مالایا نیز رفتند و در راه چند کشتی اسپانیایی و پرتغالی را شکار کردند و در سال ۱۵۹۴ به انگلستان بازگشتند.
بزرگ‌ترین غنیمت انگلیسی‌ها که باعث شد تجارت ایشان رونق یابد، تسخیر کشتی عظیم پرتغالی به نام مادر خدا (Madre de Deus) توسط سر والتر رالی و جرج کلیفورد در نبرد فلورس (۱۵۹۲) بود. روزی که این کشتی را به بندر دارتموث در دوون آوردند، این بزرگ‌ترین کشتی‌ای بود که تا آن هنگام در کل انگلستان لنگر انداخته بود. این کشتی پر بود از صندوق‌های جواهرات، مروارید، طلا، سکه‌های نقره، عنبر، پارچه، پرده‌های نگارین، فلفل، میخک، دارچین، جوز هندی، بنجامین، رنگ قرمز، قرمزدانه مکزیکی و آبنوس.: 125–27  چیز دیگری که پُرارزش‌تر از آن غنایم می‌نمود، دفترچهٔ جهت‌یابی بود که مختصات مناطق تجاری هند، چین و ژاپن را نشان می‌داد. همین غنائم بود که انگلیسی‌ها را برای رسیدن به فرصت‌های تجاری بیشتر تحریک کرد.
در سال ۱۵۹۶ سه کشتی انگلیسی دیگر به سمت شرق رفتند ولی همگی ناپدید شدند. با این حال یک سال بعد رالف فیچ که یک بازرگان ماجراجو بود ظاهر شد و با کمک همراهانش به یک سفر زمینی پانزده‌ساله به میان‌رودان، خلیج فارس، اقیانوس هند، هندوستان و آسیای جنوب شرقی رفت. پس از آن فیچ در خصوص امور هند به دیگران مشاوره می‌داد. او اطلاعات ذی‌قیمت‌تری هم در اختیار لنکستر گذاشت.

نخستین پرچم کمپانی هند شرقی بریتانیا تا سال ۱۷۰۷ میلادی، با نشان سنت جرج سمبل انگلستان در گوشهٔ چپ بالا

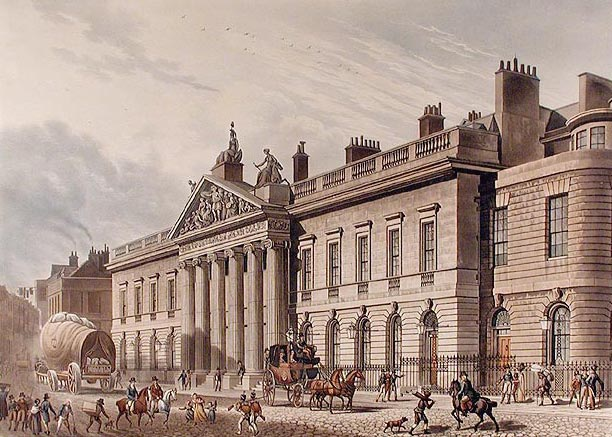
خانهٔ هند شرقی در خیابان لیدنهال لندن پس از بازسازی در ۱۷۹۹–۱۸۰۰.

### سال‌های بنیان‌گذاری
این شرکت با نام شرکت بازرگانان لندن تجارت‌کننده اَندَر هند شرقی (انگلیسی: The Company of Merchants of London Trading into the East Indies)، به دست محفلی از تاجران نوآور و تأثیرگذار، بنیان نهاده شد؛ که، توانستند امتیازنامهٔ سلطنتی را برای انحصار تجارت در هند شرقی برای زمانی پانزده‌ساله به دست آورند. کمپانی ۱۲۵ سهام‌دار، و سرمایه‌ای برابر ۷۲٫۰۰۰ پوند داشت. به هر روی، در هند شرقی نخست کمی بر کنترل هلندی‌ها بر تجارت ادویه اثر گذاشت، اما در همان ابتدا نتوانست پایگاهی ماندگار بنیان نهد. سرانجام، کشتی‌های کمپانی به هندوستان رسیدند و در سورات پهلو گرفتند؛ که به عنوان نقطهٔ ترانزیت تجاری در ۱۶۰۸ بنیان نهاده شد. دو سال بعد به محض شناسایی تجارت‌خانه‌ها، تصمیم به ساخت نخستین کارخانه این کمپانی در شهرک ماچیلیپاتنام در کرانه کوروماندل در خلیج بنگال گرفته شد. سودهای سرشار گزارش شده از سوی کمپانی پس از پیاده شدن در هندوستان که احتمالاً به‌واسطهٔ کاهش در هزینه‌های جاری منبعث از نقاط ترانزیت بود، در آغاز شاه جیمز اول را به اعطا پروانه‌های مشابه برای دیگر شرکت‌های تجاری در انگلستان واداشت؛ اما در ۱۶۰۹، او امتیازنامهٔ کمپانی را برای زمانی نامحدود تمدید کرد، با افزودن بندی که تصریح می‌کرد که اگر تجارت برای سه سال پیاپی سود نمی‌داشت امتیازنامه برای همیشه ملغی می‌شد.

## اثر
این کمپانی مستقر در لندن مسئول آفرینش استعمار بریتانیا بود. کمپانی در ۱۷۱۷، فرمانی سلطنتی از فرمانروای گورکانی دریافت کرد که این کمپانی را از پرداخت عوارض واردات کالا به بنگال معاف می‌کرد؛ این یک مزیت اقتصادی قطعی در بازار هندوستان به‌شمار می‌رفت. پیروزی قطعی سر رابرت کلایو در نبرد پلاسی در ۱۷۵۷، عامل اصلی در بنیان‌گذاری نیروی نظامی و نیروی اقتصادی کمپانی هند شرقی بود. فرانسوی‌ها در حدود ۱۷۶۰، به بیرون از هندوستان، به استثنای شماری از تجارت‌خانه‌ها در کرانه‌هایی همانند پوندیچری، رانده شدند.
کمپانی همچنین به راه‌های میان هندوستان و بریتانیای کبیر توجه نشان می‌داد. در اوایل ۱۶۲۰، کمپانی ادعای مالکیت بر منطقهٔ کوه میز در آفریقای جنوبی، را مطرح کرد، سپس دست به اشغال و فرمانبر کردن سنت هلن زد. کمپانی در هنگ کنگ و سنگاپور نیز چنین کرد؛ کاپیتان کید را به کار گرفت تا از دزدی دریایی جلوگیری شود، و دست به برداشت محصول چای در هندوستان زد. از دیگر رویدادهای قابل‌توجه در تاریخ کمپانی، آن بود که، ناپلئون را در سنت هلن زندانی کرد، و سود سرشاری از الیهو یال برد. فراورده‌هایش پایهٔ جنبش چای بوستون در آمریکای مستعمراتی بود.
کشتی‌سازی‌های این کم‍پانی مدلی برای سن پترزبورگ فراهم آوردند که عناصر اجرائی آن در بوروکراسی هندی برجا ماند، و ساختار شراکتی آن نخستین نمونهٔ موفق از یک شرکت سهامی عام بود.
به هر حال، مطالبات مسئولان کمپانی در خزانه‌داری بنگال به شکلی تراژیک منجر به عجز استانی در شکل قحطی شد که میلیون‌ها نفر را در سال‌های ۱۷۷۰ تا ۱۷۷۳ به کشتن داد.

### ساختار
کمپانی هند شرقی را یک سرپرست و ۲۴ مدیر رهبری می‌کردند که با هم هیئت‌مدیره را می‌ساختند. آن‌ها منتسب و زیر نظر هیئت مالکان بودند. هیئت‌مدیره دارای ده کمیتهٔ زیرنظر بود.

## نفوذ در هندوستان

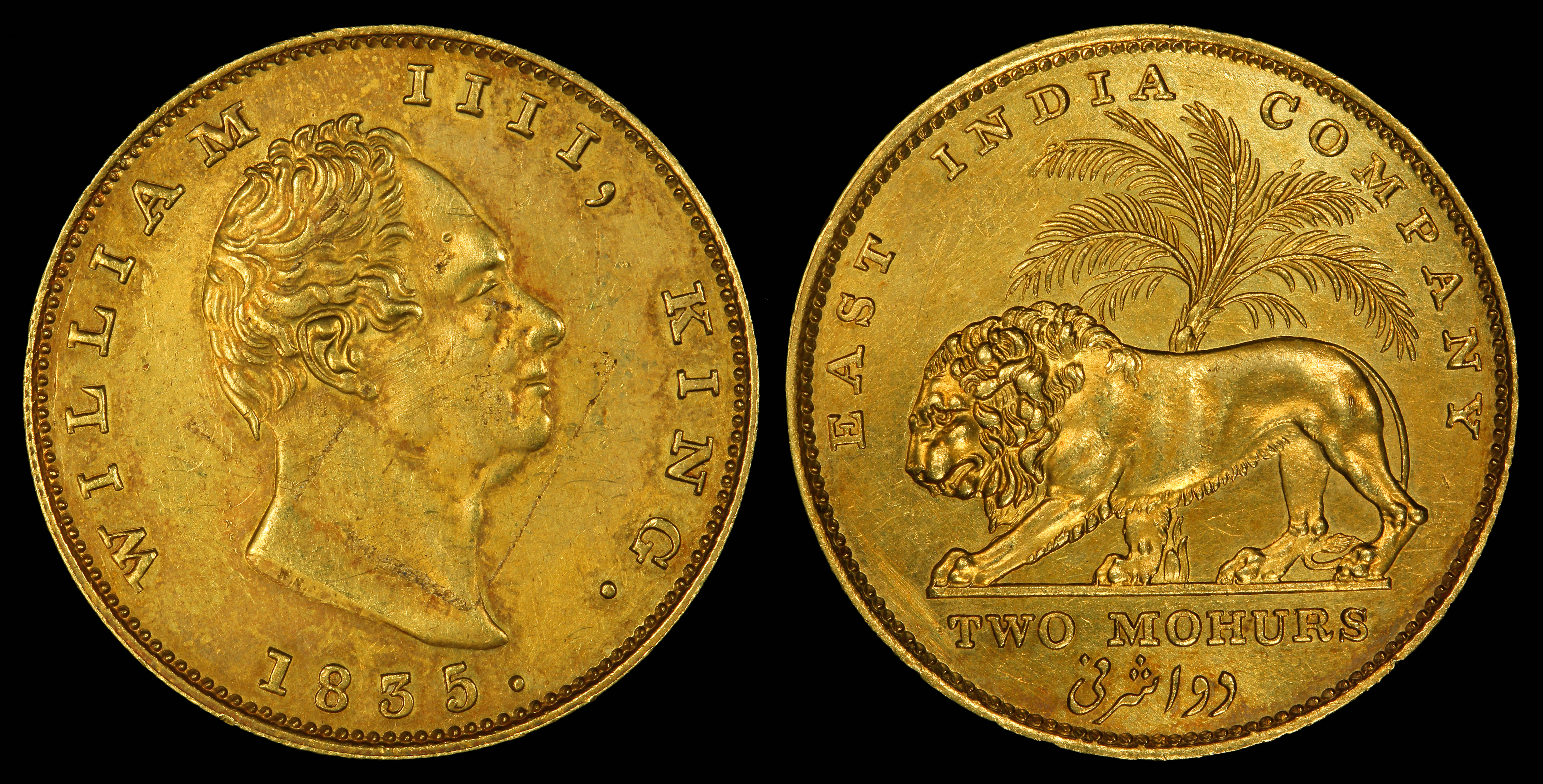
دو اشرفی طلای ضرب‌شده در راج بریتانیا توسط کمپانی هند شرقی به تاریخ ۱۸۳۵ میلادی. سکهٔ مزین به تصویر ویلیام چهارم پادشاه بریتانیا و در طرف دیگر سکه نقشی از شیر و درخت نخل به همراه عبارت «دو اشرفی» به زبان فارسی به چشم می‌خورد.

تاجران هر از چندی با همتایان هلندی، فرانسوی و پرتغالی خود در اقیانوس هند درگیر می‌شدند. یک رویداد تعیین‌کننده که توجه جهانگیر امپراتور گورکانی را به کمپانی جلب کرد، پیروزی آن‌ها بر پرتغالی‌ها در نبرد سؤالی در ۱۶۱۲ بود. شاید با پی بردن به پوچ بودن جنگ‌های تجاری در دریاهای دور، انگلیسی‌ها تصمیم گرفتند تا جای پایی در سرزمین هندوستان بیابند، با تحریم رسمی هر دو کشور، از پادشاه خواستند تا دست به فرستادن مأموران سیاسی بزند. در ۱۶۱۵، سر توماس رو از سوی جیمز اول پادشاه انگلستان مأمور شد تا جهانگیر امپراتور گورکانی هند را ببیند جهانگیر بر بیش تر شبه‌قارهٔ هند، و نیز افغانستان امروزی فرمان می‌راند. هدف از این مأموریت تنظیم پیمان‌نامه‌ای تجاری بود که به کمپانی حقوق انحصاری ساخت کارخانه در سورات و دیگر نواحی را می‌داد. در برابر از کمپانی خواسته شد تا تحفه‌ها و هدایایی از فروشگاه‌های اروپایی را به درگاه امپراتور پیشکش کند. این مأموریت کاملاً موفقیت‌آمیز بود و جهانگیر از طریق سر توماس رو نامه‌ای به پادشاه فرستاد. او نوشت:
در راستای آنچه ضامن مهر به شاهی شما است، من به همهٔ بندرها و مملکت‌های قلمرو خودم فرمان داده‌ام تا پذیرای هر بازرگان از ملت انگلیس باشند که ایشان دوستان من اند؛ در هرجایی که خواستند زندگی کنند، هرطور که خواستند و به هر بندری که خواستند بروند. نه پرتغال نه هیچ‌کس دیگر حق تعرض به آن‌ها را ندارد، و در هر شهری که خواستند بمانند، من به هر یک از فرمانداران و ناخداها فرمان داده‌ام تا حلقه‌به‌گوش آن‌ها باشند؛ تا هر چندوچون که خواستند بخرند، بفروشند، و ببرند به کشورشان.

برای اثبات مِهر و دوستی ما، من میل دارم تا اعلی‌حضرت مهستی، بازرگانانش را فرمان دهد تا با کشتی‌های خود هر تحفه و کالای نفیسی که مناسب کاخ من است بیاورند؛ و این که هر از گاهی نامه‌ای شاهانه به من بنویس، تا شاید من هم با سلامت و موفقیت تو در کارها شادی‌ام را بازیابم؛ جاویدان و ماندگار دوستی ما.

### سفرنامه‌ها
ادبیات انگلیسی در قرن نوزدهم به دلیل سفرنامه‌هایی که دربارهٔ ایران نوشته شد، بسیار غنی گشت. نویسندگان بسیاری از این سفرنامه‌ها کسانی بودند که صرفاً از ایران عبور می‌کردند یعنی از مأموران لشکری و کشوری بودند که از بریتانیا به هندوستان می‌رفتند یا از هندوستان به بریتانیا بازمی‌گشتند.

## نگارخانه

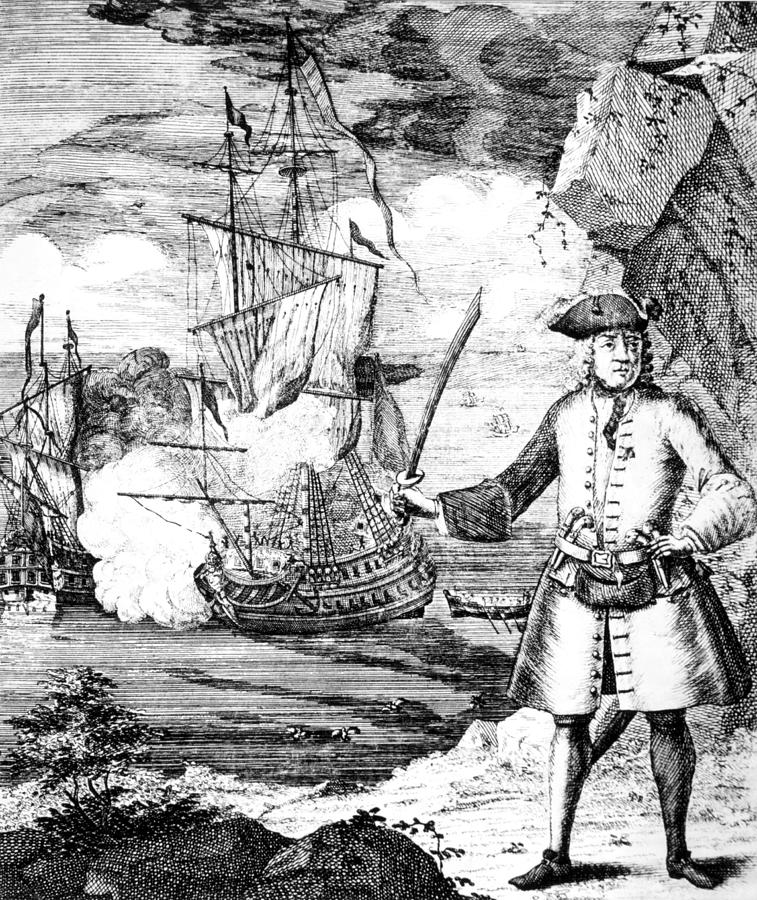
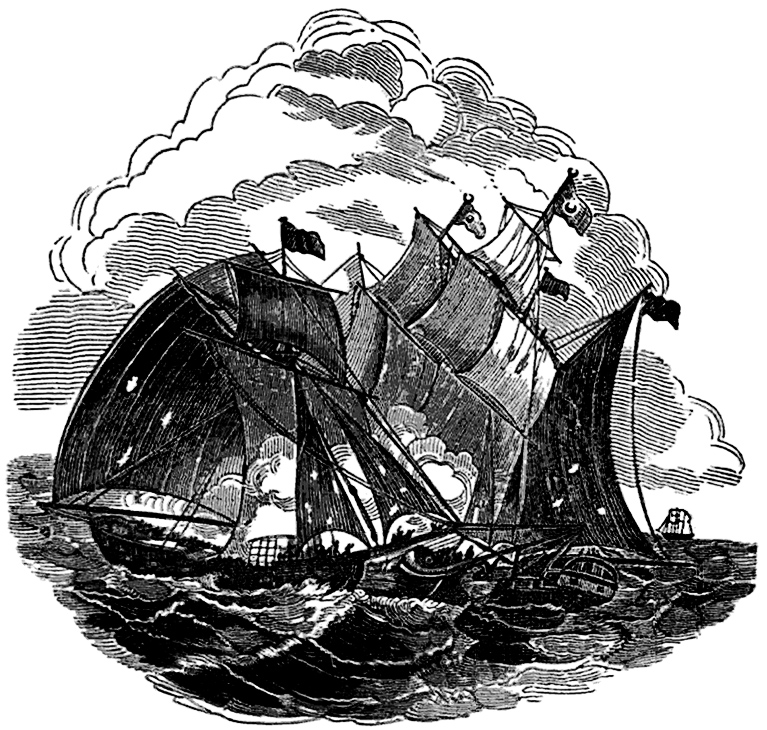
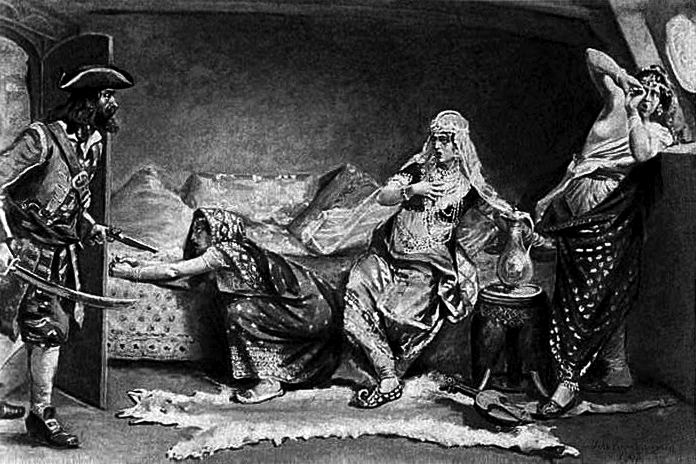